# Disarmonia Mundi
Disarmonia Mundi är ett melodisk death metal-band med rötterna i Italien. Den svenska sångaren Björn "Speed" Strid, även i Soilwork, har medverkat på deras 3 senaste skivor.

## Medlemmar
Nuvarande medlemmar
- Ettore Rigotti – gitarr, trummor, sång, basgitarr, keyboard (1999– )
- Claudio Ravinale – sång (2004– )
- Björn Strid – sång (2006– )

Tidigare medlemmar
- Mirco Andreis – basgitarr (1999–2005)
- Simone Palermiti – gitarr (1999–2002)
- Benny Bianco Chinto – sång (1999–2002)
- Federico Cagliero "Fedaz" – gitarr (2002)

Gästartister (studio)
- Björn "Speed" Strid –  sång (även medlem i bandet Soilwork)
- Christian Älvestam –  sång (tidigare medlem i bandet Scar Symmetry)
- Willy Barbero – sologitarr
- Claudio Strazzullo – sologitarr
- Samantha Abbatangelo – sång
- Olof Mörck – sologitarr
- Alessio Neroargento – keyboard

## Diskografi
Studioalbum
- 2001 – Nebularium
- 2004 – Fragments of D-generation
- 2006 – Mind Tricks
- 2009 – The Isolation Game
- 2015 – Cold Inferno

Singlar
- 2009 – "Perdition Haze"

Samlingsalbum
- 2009 – Nebularium + The Restless Memoirs

Album-samarbeten
- 2011 – Princess Ghibli (Disarmonia Mundi / Blood Stain Child / Destrage / Living Corpse)
- 2012 – Princess Ghibli II (Disarmonia Mundi / Blood Stain Child / Destrage / Living Corpse / Rise to Fall / The Stranded)
- 2013 – Princess Ghibli the Best Selection Revisited (Disarmonia Mundi / Blood Stain Child / Destrage / Living Corpse / Rise to Fall / The Stranded / Neroargento)

## Videografi
- "Red Clouds"
- "Celestial Furnace"